# Jeordie White

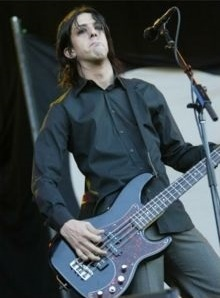
Jeordie White

Jeordie White (Fort Lauderdale (Florida), 20 juni 1971), beter bekend als Twiggy Ramirez, is een Amerikaans muzikant. 
Hij leerde verschillende instrumenten spelen, zoals gitaar en bas. Als tiener speelde hij eerst in de band Amboog-a-lard. Via deze band leerde hij Marilyn Manson kennen en in 1993 voegde hij zich bij deze groep. Hij speelde daar zowel bas als gitaar. Ook raakte hij goed bevriend met M. Manson zelf. Na vele jaren trouwe dienst verliet Jeordie in 2002 de band en deed auditie voor Metallica. Daar werd hij niet aangenomen. Hij voegde zich vervolgens bij de band A Perfect Circle. Ook heeft hij nog meegewerkt aan verschillende andere projecten, zoals Melissa Auf Der Maur's Lightning is My Girl & Dragpipe's album Music for the Last Day of your Life. Recentelijk voegde hij zich bij Nine Inch Nails, de band van Trent Reznor, die ook veel te maken had met Marilyn Manson. 
In een interview met Rolling Stone op 9 januari 2008 zei Marilyn Manson dat White voor zijn tournee van 2008 weer bij de band zou komen als bassist om tijdelijk Tim Skold te vervangen.